# 圣叙尔皮斯站 (巴黎地铁)
圣叙尔皮斯站（法語：Saint-Sulpice）是巴黎地鐵4號線的車站，位於巴黎六區中的左岸地區。圣叙尔皮斯站開業於1910年1月9日。車站名稱來自於附近的圣叙尔皮斯教堂。此外盧森堡宮也位於車站附近。

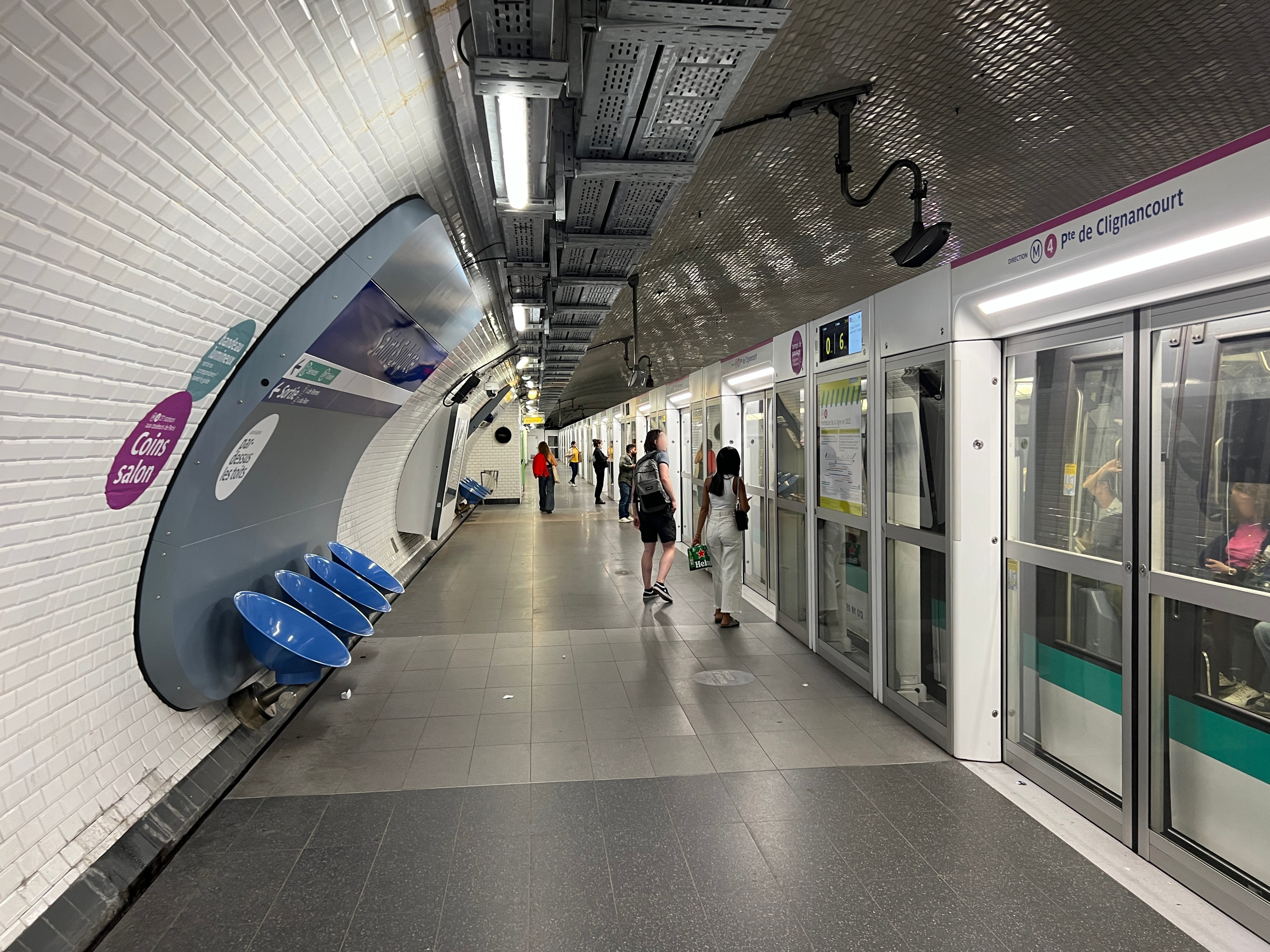
月台 (2022年7月)

## 車站結構
| 街道        |                    |                                    |
| B1          | 月台連接夾層       |                                    |
| 4號線月台層 | 側式月台，右側開門 | 側式月台，右側開門                 |
| 4號線月台層 | 北行               | 往克利尼昂库尔门（圣日耳曼德普雷） |
| 4號線月台層 | 南行               | 往巴涅-露西·奧布拉克（聖普拉西德） |
| 4號線月台層 | 側式月台，右側開門 |                                    |